# Grande Armée
Grande Armée (franska för "Stora armén") var Napoleon I:s armé. Den fick benämningen la grande armée 1805, då Napoleon samlat 200 000 man för invasionen av England. 
Invasionen fick uppges, men armén vann stora segrar vid Austerlitz 1805, Jena-Auerstedt 1806 och vid Friedland 1807, då de österrikiska, preussiska respektive ryska arméerna nästintill förintades. Då Frankrike därefter fick fler soldater och sände kårer till Spanien, började man få problem. Österrike (men dock inte Preussen) förklarade ånyo krig 1809. La grande armée (300 000 man) lyckades betvinga Österrike ännu en gång (Napoleons rike nådde sin största utsträckning) men med halva armén fast i Spanien var Frankrike militärt decimerat. Notera dock: de fransmän som slogs på Iberiska halvön 1808-1814 tillhörde inte la grande armée.
1812 förfogade armén över 667 000 man, 170 000 hästar, 30 000 vagnar och 2 792 artilleripjäser. Midsommaren 1812 gick armén över gränsen till Ryssland – 90 000 man kom tillbaka sex månader senare. Napoleon kunde dock inom loppet av några månader mobilisera hundratusentals nya soldater, men den nya la grande armée var långt ifrån lika erfaren och stor som den tidigare, utan mötte sin undergång vid Leipzig 1813, som blev det definitiva slutet för la grande armée (somliga anser att den nya armé som utrustades 1813 ej kan benämnas la grande armée). Den nya armé som besegrades vid Waterloo 1815 benämns armée du nord, ej la grande armée.

## Framstående befälhavare
- Napoleon I
- Joachim Murat
- Louis Alexandre Berthier
- Jean-Baptiste Bernadotte
- Nicolas Jean-de-Dieu Soult
- Jean Lannes
- Louis Nicolas Davout
- Michel Ney
- Jean-Baptiste Bessières
- André Masséna
- Édouard Mortier
- Jacques MacDonald